# Seligeria itatiaiae
Seligeria itatiaiae là một loài rêu trong họ Seligeriaceae. Loài này được Müll. Hal. mô tả khoa học đầu tiên năm 1898.